# Kisfaludy Mór
Kisfaludi Kisfaludy Mór (Gyömöre, 1814. április 23. – Sümeg, 1893. július 10.) 1848-as honvédhuszár alezredes.

## Életpályája

A Kisfaludy család címere

Az ősrégi dunántúli római katolikus nemesi származású kisfaludi Kisfaludy család sarja. Apja kisfaludi Kisfaludy Mihály (1779–1849), anyja noszlopi Noszlopy Franciska (1790–1867) asszony volt. Apai nagyszülei Kisfaludy Mihály (1743–1825) győri szolgabíró, és nemes Sándorffy Anna (1755–1788) úrnő voltak. Az anyai nagyszülei noszlopi Noszlopy Pál, földbirtokos és Zámory Johanna voltak. Az apai nagybátyjai: Kisfaludy Sándor (1772–1844) magyar költő, császári katonatiszt, valamint Kisfaludy Károly. Az anyai nagybátyja noszlopi Noszlopy Ignác (1797–1878), veszprémi követ, szeptemvír, udvari tanácsos, főtörvényszéki elnök, a Szent István rend vitéze, földbirtokos.
Tanulmányait Győrben végezte el. Ezt követően katona lett, és Bécsben szolgált. 1844-ben – Kisfaludy Sándor halála után – leszerelt, és Sümegre költözött. 1848-ban nemzetőrzászlóalj parancsnok lett Sümegen. 1848 novemberében az 56. zászlóalj parancsnoka lett. 1849. májusától dandárnok lett. 1849 júliusában Kossuth Lajos segédje volt. 1849 augusztusában Görgei Artúr alezredessé nevezte ki. A szabadságharcot követően Zalagyömörőn élt, ahol elkapták; Aradon halálra, majd 16 év várfogságra ítélték. 1863-ban szabadult.

## Házassága és leszármazottjai
1848. június 22-én házasságot kötött nagy- és kisbarkóczi Szmodiss Mária Zsófia (Andráshida, 1829. április 25. – Sümeg, 1909. január 11.), kisasszonnyal, akinek a szülei nagy- és kisbarkóczi Szmodiss István, földbirtokos, és gyulai Gaál Anasztázia. Az anyai nagyszülei gyulai Gaál Gáspár (1763–1825), andráshidai földbirtokos és koronghi Lippics Borbála (1772–1831) asszony voltak. Kisfaludy Mór és kisbarkóczi Szmodiss Mária frigyéből 10 gyermek született:
- Kisfaludy Kálmán (*Sümeg, 1849. augusztus 16.–†)
- Kisfaludy Flóra (*Sümeg, 1851. augusztus 1.–†)
- Kisfaludy Mária (*Sümeg, 1854.–†)
- Kisfaludy Tivadar (*Sümeg, 1855. szeptember 1.–†), telekönyvvezető. Felesége: kecskeméthy Mária (*Sümeg, 1861. július 20.–†)
- Kisfaludy Róza (*Sümeg, 1857. november 10.–†)
- Kisfaludy István (*Sümeg, 1859. május 27.–†). Neje: szentgyörgyvölgyi Zoób Julianna.
- Kisfaludy Károly (*Sopron, 1861. május 19.–†).1.f.: Telekessy Csilla. 2.f.: Nierenberger Karolina.
- Kisfaludy Alojzia
- Kisfaludy Sándor
- Kisfaludy Erzsébet